# エゾサンショウウオ

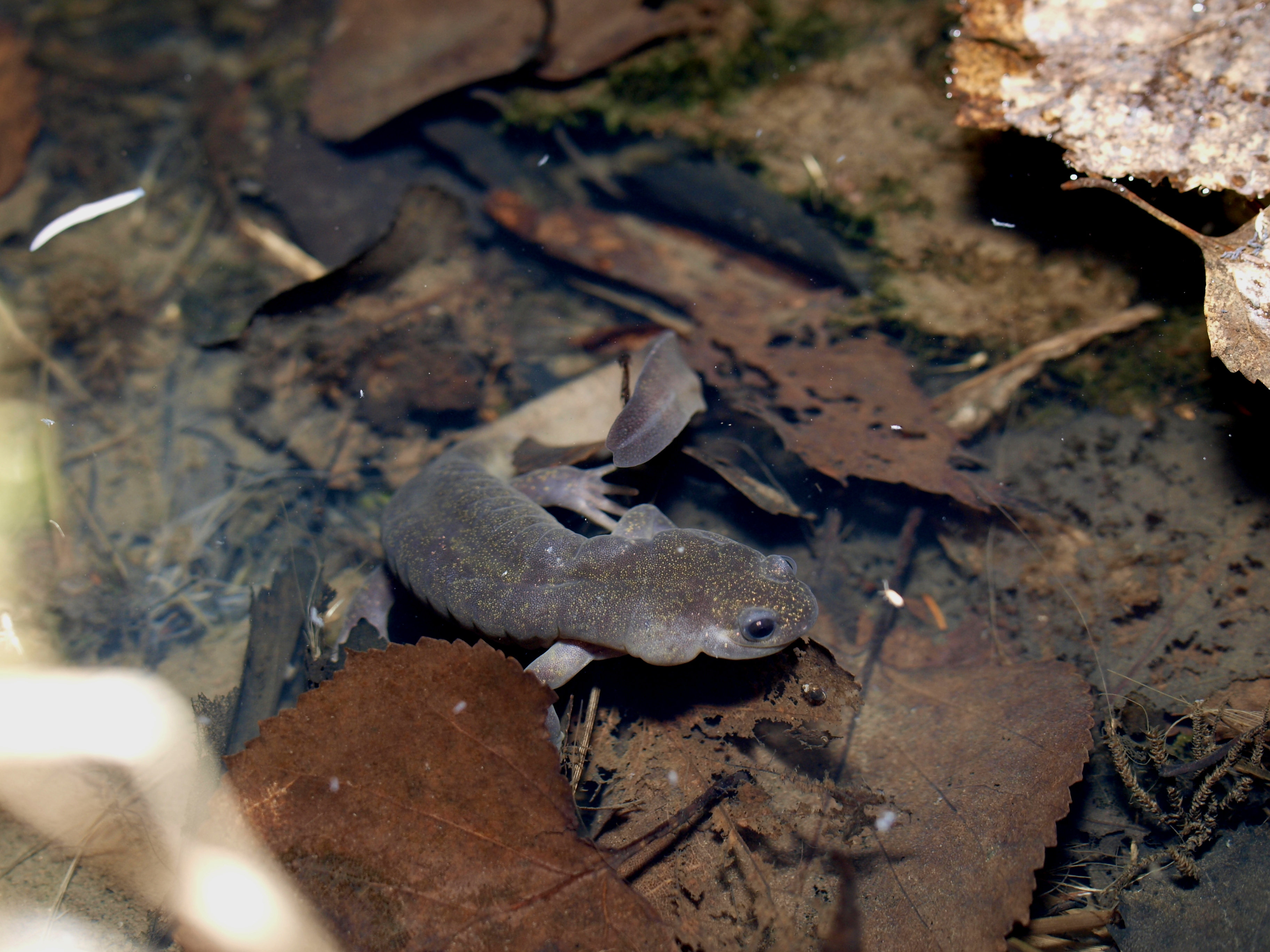
野生のエゾサンショウウオ

エゾサンショウウオ（鯢、山椒魚、学名 Hynobius retardatus）は、有尾目サンショウウオ科サンショウウオ属に分類される有尾類。

## 分布
日本（北海道）固有種
模式標本の産地（模式産地）は登別。

## 形態
全長11 - 18.5センチメートル。頭胴長6 - 8.7センチメートル。体側面に入る皺（肋条）は左右に11本。体色は暗褐色や褐色・暗灰色。後肢の趾は5本。
繁殖期のオスは体側面の皮膚が弛み、尾が鰭状になる。幼生は巨頭化する型がみられ、エゾアカガエルの幼生や同種を共食いするための適応だと考えられている。第2次世界大戦前の倶多楽湖で、幼生の性質を残したまま成熟したネオテニー個体が発見されたが、1932年を最後に倶多楽湖の個体群ではネオテニー個体は確認されていない。2020年と2021年に北海道大学の研究グループが、胆振地方の池で幼形成熟したオス個体を89年ぶりに発見している。染色体数は40。

## 分類
肋条数・鋤骨歯列の形状・サンショウウオ属で本種のみ染色体数が40であることからエゾサンショウウオ属Satobiusに分割する説もあったが、分割を認めない説が有力とされる。
属内では最も原始的な種である可能性が高いとされる。

## 生態
平地から山地にかけての沼沢地の周辺に生息する。小さな昆虫類やクモを食べる。
主に4 - 5月に繁殖するが、高地では7月に繁殖することもある。湖岸や池、水たまり、道路の側溝、用水路等に産卵する。卵嚢はコイル状に巻いた長いひも状で透明だが、産卵直後は白濁している。1か所の繁殖地に1,000匹以上の個体が高密度で産卵することもある。

## 人間との関係
河川改修・牧草地化・土地開発・道路建設による生息地・繁殖地の破壊、アライグマによる捕食により生息数が減少している。
情報不足（DD）（環境省レッドリスト）